# 라클란 웰스
라클란 로버트 웰스(Lachlan Robert Wells, 1997년 2월 27일 ~ )는 전 KBO 리그 키움 히어로즈의 투수이다.

## 한국 프로야구 시절

### 키움 히어로즈시절
2025년 6월 11일에 케니 로젠버그 부상으로 인해 임시 외국인 투수로 영입되었다.